# Морская диверсионно-разведывательная бригада ВМС Азербайджана
641-я бригада морских специальных операций ВМС Азербайджана (азерб. 641-ci Xüsusi Dəniz Əməliyyatları Briqadası) — формирование специального назначения морской пехоты ВМС.
Место дислокации войсковая часть № 41576 — окраина посёлка Дигях, Баку.

## История
Морская диверсионно-разведывательная бригада создана на базе морского разведывательного пункта специального назначения (СпН) Краснознамённой Каспийской флотилии.

## Организационно-штатная структура
Организационно-штатная структура на 1996 год:
- три разведывательные группы (90 человек)
- две горные группы (60 человек)
- одна водолазная группа (30 человек)

## Подготовка
Личный состав проходит подготовку у инструкторов SEAL ВМС США и Турции. Полигон на острове Даш-Зиря в Бакинской бухте.

## Вооружение
На вооружении морской диверсионно-разведывательной бригады состоят сверхмалые подводные лодки (групповые носители боевых пловцов) типа «Тритон-1М» и «Тритон-2», индивидуальные подводные средства движения водолазов-разведчиков типа «Сирена», а также различное диверсионно-разведывательное вооружение.